# Paul Winter
Paul Winter (Altoona (Pennsylvania), 31 augustus 1939) is een Amerikaanse jazzsaxofonist, -componist en orkestleider. Hij is zevenvoudig Grammy Award-winnaar en wordt erkend als een van de pioniers van het wereldmuziekgenre en ook voor zijn genre 'earth music', dat de geluiden van de grotere symfonie verweeft met instrumentale geluiden uit de klassieke muziek, jazz en wereldmuziektradities. De muziek wordt vaak geïmproviseerd en opgenomen in natuurlijke akoestische ruimtes om de kwaliteiten en instincten te weerspiegelen, die door de omgeving in het spel zijn gebracht. Met zijn verschillende ensembles - het Paul Winter Sextet, het Paul Winter Consort en de Earth Band - heeft hij meer dan 40 albums opgenomen en opgetreden in 52 landen en zes continenten.

## Biografie
Paul Winter werd geboren in Altoona, Pennsylvania, een spoorwegstad met een sterke muzikale cultuur, die een symfonie, fanfares, jazzbands en dansbands herbergt. Winter studeerde piano en klarinet en raakte toen gefascineerd door de saxofoon in de vierde klas. Hij formeerde op 12-jarige leeftijd The Little German Band met zijn klasgenoten, daarna een dixieland-band en ten slotte een negenkoppige dansband, die bekend stond als The Silver Liners. Hij raakte in de ban van bigbandmuziek en de kleine bopbands van de jaren 1950. Nadat hij in 1957 was afgestudeerd aan de Altoona Area High School, bracht hij de zomer door op een tournee langs staatsbeurzen in het middenwesten met de dirigent en leden van de Ringling Brothers Circus Band.

### Het Paul Winter Sextet
Als student aan de Northwestern University (hij studeerde Engelse compositie), bracht Winter tijd door in de jazzclubs van Chicago. In 1961 won zijn jazzsextet het Intercollegiate Jazz Festival en werd hij gecontracteerd door Columbia Records. Winter werd toegelaten tot de University of Virginia Law School, maar stelde die plannen uit, toen het sextet het jaar daarop een halfjaarlijkse goodwill-tournee door Latijns-Amerika maakte als culturele ambassadeurs van het Amerikaanse ministerie van Buitenlandse Zaken, waar hij 160 concerten speelde in 23 landen. Het succes van deze tournee leidde tot een uitnodiging van First Lady Jacqueline Kennedy om in het Witte Huis te spelen. Het optreden van het sextet in de East Room op 19 november 1962 was toevallig het allereerste jazzconcert in het Witte Huis. Het sextet had tijdens de tournee een maand in Brazilië doorgebracht, in de tijd dat daar het nieuwe muziekgenre bossanova bloeide. Na zijn terugkeer naar de Verenigde Staten nam de band een album op met bossanova. Halverwege de jaren 1960 woonde Winter een jaar in Brazilië. Het werd een tweede thuis voor hem en hij nam er verschillende albums op. Rio werd uitgebracht in 1965, met albumnotities van Vinicius de Moraes.

### Het Paul Winter Consort
Braziliaanse gitaar, Afro-Braziliaanse percussie en de symfonische muziek van Villa-Lobos inspireerden Winter om in 1967 een nieuw ensemble op te richten, als forum voor de steeds diverser wordende muziek die hij wilde ontdekken. Het was zijn bedoeling dat de band ensemblespel en solo's even belangrijk zou vinden en analoog aan een zuivere democratie, waar elke stem telde en waar er evenveel toewijding zou zijn aan het welzijn van het geheel en aan de expressie van elk individu erin. Winter noemde de band Paul Winter Consort en ontleende de naam 'consort' aan de ensembles uit de tijd van Shakespeare, de huisbands van het Elizabethaanse theater, dat op avontuurlijke wijze houtblazers, strijkers en percussie mengde, dezelfde instrumentenfamilies die hij wilde combineren in zijn hedendaagse consort. Met deze band werd hij een van de eerste exponenten van de wereldmuziek. Het horen van opnamen van de liederen van bultruggen in 1968 breidde de muzikale gemeenschap van Winter verder uit. De stemmen van de walvissen openden niet alleen de deur naar de hele symfonie van de natuur, maar maakten van Winter een activist en veranderde de loop van zijn muzikale leven. Winters mijlpaalalbum Common Ground uit 1977 was zijn eerste poging om de stemmen van walvis, adelaar en wolf in zijn muziek op te nemen.
Het consort nam twaalf albums op voor grote labels in de jaren 1960 en 1970. Vier albums voor A&M Records werden geproduceerd door Paul Stookey en Phil Ramone. Astronauten van Apollo 15 namen het album Road to the moon van het consort mee en noemden twee kraters naar de nummers Ghost Beads en Icarus. Het Icarus-album is opgenomen voor Epic Records en geproduceerd door Beatles-mentor George Martin, die in zijn autobiografie beweerde dat het de beste plaat was die hij ooit had geproduceerd. Consortleden Ralph Towner (gitaar), Paul McCandless (hobo en Engelse hoorn), Glen Moore (bas) en Collin Walcott (percussie) die aan dit album werkten, vormden vervolgens de jazzband Oregon. Het consort gaat verder en is in de loop der jaren met verschillende muzikanten geëvolueerd. Begin jaren 1980 begon Winter naar Rusland te reizen. In 1984 waagde hij zich tot aan het Baikalmeer in Siberië, waar hij zo'n schoonheid vond dat het hem vele malen terug lokte om het bewustzijn te vergroten over de bedreigingen waarmee de heilige zee van Rusland wordt geconfronteerd en de betekenis ervan als symbool in de groeiende milieubeweging. Ook in 1984 ontmoette hij dichter Yevgeny Yevtushenko. De twee werden goede vrienden en gaven samen muziek- en poëzietournees.
Winter nam deel aan de Beyond War Spacebridge van de Verenigde Naties en andere inspanningen om samen met Russische en Amerikaanse mensen vreedzame samenwerkingen aan te gaan. Tijdens een tournee door de Sovjet-Unie in 1986 ontmoette het Consort het Dmitri Pokrovsky Ensemble, toen ze samen een concert gaven aan de Universiteit van Moskou. De twee bands voelden een onmiddellijke verwantschap en het jaar daarop namen ze het album EarthBeat op in Moskou en New York, het eerste album met originele muziek gemaakt door Amerikanen en Russen samen. Het Paul Winter Consort was huisband voor twaalf van de tweejaarlijkse Geraldine Dodge Poetry Festivals en improviseerde muziek om dichters als Marie Howe, Stanley Kunitz, Mark Doty en Vikram Seth te begeleiden.

### Living Music Label
Icarus werd opgenomen in de zomer van 1971 in de ongehaaste, niet-geforceerde sfeer van een gehuurd huis aan zee, een ervaring die het belang onderstreepte van het vestigen van een plek, waar Winter zijn muziek en zijn gemeenschap kon voeden. Jaarlijkse bezoeken aan de voorbeeldige woning van Helen en Scott Nearing in Maine inspireerden hem ook om zijn eigen land te vinden, waar hij echt zijn muziek kon beleven. In 1980 richtte Winter zijn eigen label Living Music Records op, als forum voor zijn ontwikkeling van muzikaal-ecologische geluidsvisie. De naam verwijst naar zijn primaire bedoelingen om naar tijdloze muziek te streven, opnemen in natuurlijke akoestische ruimtes, zoals stenen kerken, canyons of de zolder van een schuur en het creëren van muziek die vitale muziektradities zou omarmen, van Bach tot Afrika en van cello tot wolf.

### Artist-in-Residence in de kathedraal van St. John the Divine, New York
Winter is een lid van de Lindisfarne Association, opgericht door William Irwin Thompson, van wetenschappers, kunstenaars, geleerden en contemplatieven, die zich toeleggen op de studie en realisatie van een nieuwe planetaire cultuur. Via deze organisatie ontmoette Winter de eerwaarde James Parks Morton, decaan van de kathedraal van St. John the Divine in New York. In 1980 nodigde Dean Morton hem uit om daar artist in residence te worden, om met zijn muziek bruggen te slaan tussen spiritualiteit en het milieu. St. John the Divine is de grootste gotische kathedraal ter wereld en staat bekend als de groene kathedraal. Tijdens de jaren 1980 en 1990 werd het het centrum van een vitale gemeenschap van denkers en zoekers, die zich bezighielden met kwesties van ecologie en milieu en wereldvrede. Kosmoloog pater Thomas Berry had een grote invloed op de muzikaal-ecologische visie van Winter en bevestigde zijn intentie om bij mensen, door middel van muziek, een gevoel van verbondenheid met de grotere gemeenschap van het leven te laten ontwaken.
Sinds 1980 hebben Winter en het Paul Winter Consort meer dan 100 speciale evenementen georganiseerd in de kathedraal, van de Tao van Bach met Al Huang tot Carnival for the Rainforest en samenwerkingen met koorddanser Philippe Petit. Elk jaar op de feestdag van Franciscus van Assisi voegen een koor van honderden stemmen, gospelzangeres Theresa Thomason en het Forces of Nature Dance Theatre zich bij het Consort in een liturgische uitvoering van Winters ecologische en oecumenische Missa Gaia (Earth Mass). De belangrijkste bewegingen van de massa zijn gebaseerd op de stemmen van walvis, zadelrob en wolf. De jaarlijkse winter- en zomerzonnewende-vieringen in de winter die oecumenische hemelse mijlpalen vieren, zijn populaire seizoensevenementen geworden in New York, vakantiealternatieven voor Radio City Music Hall's Christmas Spectacular en The Nutcracker.

### Earth Music
In 1968, toen hij een lezing bijwoonde over walvissongs van Dr. Roger Payne aan de Rockefeller University in New York. Payne en Scott McVay hadden het jaar ervoor ontdekt dat bultruggen geluiden produceren in ingewikkelde patronen die passen bij de definitie van 'liedjes'. Deze veranderen in de loop van de tijd en vertegenwoordigen een culturele traditie die mondeling van de ene walvis naar de andere wordt doorgegeven. Winter was verrukt van de soulvolle schoonheid van deze bultrugstemmen op vrijwel dezelfde manier als toen hij voor het eerst jazzsaxofonisten zoals Charlie Parker had gehoord. Toen hij luisterde naar de lange, complexe liedjes die de walvissen herhalen, was hij verbaasd over hun muzikale intelligentie en geschokt toen hij hoorde dat deze buitengewone wezens snel met uitsterven werden bedreigd. Ze openden de deur naar de hele symfonie van de natuur en veranderden de richting van Winters muzikale leven. Een andere mijlpaal was het horen van Roger Payne's album Songs of the Humpback Whale uit 1970, dat de walvissongs populair maakte en misschien wel de grootste bijdrage was aan het ontwaken van de mensheid voor walvissen. De grootvader van alle natuurlijke geluidsopnamen en een bestseller, raakte de harten van miljoenen mensen over de hele wereld. (Winter geloofde dat het misschien meer bijdroeg aan het redden van walvissen en zeezoogdieren dan alle andere inspanningen bij elkaar, en bracht het album opnieuw uit op zijn Living Music-label in 1990.)
In de jaren 1970 raakte Winter betrokken bij de beweging om de wereld bewust te maken van walvissen en hun buitengewone muziek. In de herfst van 1976 riep gouverneur Jerry Brown in Californië uit tot "Whale Day". Hij belegde een driedaagse walvisconferentie in Sacramento (Californië), waar biologen als John Lily, filmmakers; milieuactivisten, dichters, zoals Gary Snyder, muzikanten zoals Joni Mitchell en het Paul Winter Consort en fans van de walvissen samenkwamen. Tijdens het begin van de jaren 1970, toen het walvisbewustzijn in de cultuur opkwam, kreeg Japan brede kritiek vanwege zijn voortdurende walvisjacht. Uit de walvisconferentie in Sacramento kwam het idee dat, in plaats van Japan te boycotten, er inspanningen moeten worden geleverd om te communiceren met Japanse milieuactivisten en om de groeiende hoeveelheid informatie over walvissen en waarom ze moeten worden beschermd, met hen te delen. Dit resulteerde in april daaropvolgend in een groot contingent van biologen en muzikanten (waaronder het Paul Winter Consort, Mimi Fariña, Jackson Browne en de fusionband Stuff, met Steve Gadd), samen met gouverneur Brown, die een week lang naar Tokio reisde voor optredens. Met de naam 'Japan Celebrates the Whale and Dolphin', was het naar verluidt het eerste milieuevenement ooit in Japan.
Winter reisde verschillende keren naar Japan met de 'Save the Whale'-campagne, speelde benefiets voor Greenpeace en andere organisaties en leidde workshops muziek maken en walvissen kijken op Cape Cod en in Baja California. In 1975 zeilde Winter aan boord van de Greenpeace V anti-walvisjacht-expeditie om drie dagen saxofoon te spelen voor wilde grijze walvissen voor de kust van Vancouver Island (Tofino). Hij werd daarbij vergezeld door Melville Gregory en Will Jackson, muzikanten die met de walvissen probeerden te communiceren met behulp van verschillende instrumenten en een Serge-synthesizer. Foto's van Winter en de walvissen [door Rex Weyler] verschenen op telegrafische diensten en in de media over de hele wereld en droegen bij aan het uiteindelijke succes van de missie tegen de Sovjetwalvisvaarders.
In 1978 bracht Winter Common Ground uit, een album dat zijn muziek en dierengeluiden (wolven, arenden, walvissen) combineerde. In 1980 had een toevallige ontmoeting met een wilde zeeleeuwpup voor de kust van Baja California Winter diep getroffen en hem geïnspireerd om het rijk van vinpotigen en de rol van geluid in hun leven te verkennen, op dezelfde manier waarop hij zich had verdiept in het leren over walvissen en wolven. Hij bracht drie jaar door met het observeren, luisteren naar en af en toe spelen op zijn saxofoon voor zeezoogdieren. Zijn onderzoeksexpedities brachten hem naar Newfoundland, Brits-Columbia, de Binnen-Hebriden van Schotland, de Californische kusteilanden, San Salvador op de Bahama's en nog twee keer naar Magdalena Island in Baja California. Het resulterende album Callings hielp bij het opzetten van een succesvolle campagne om het Congres elk jaar 1 maart te laten bestempelen als 'The Day of the Seal'.
Een verdere samenwerking met Dr. Roger Payne resulteerde in het album Whales Alive!, met acteur Leonard Nimoy, realiseerde het een lang gekoesterde droom, die werd gedeeld door Payne en Winter om een heel album met muziek te maken op basis van melodieën van walvissen. Het album wisselt lezingen van proza en poëzie over walvissen af met geïmproviseerde muziek als reactie op opnamen van de walvisstemmen, waarbij de walvismelodieën worden uitgebreid op een manier die lijkt op hoe de walvissen zelf geleidelijk veranderen en hun lange, complexe liedjes laten groeien. In 1990 overtuigde Paul Roger Payne ervan om naar Japan te komen om naar verschillende walvissteden te komen, waaronder Shoji en Ogasawara, om een gezamenlijk programma te bezoeken dat liet zien hoe walvisspotten een levensvatbaar zakelijk alternatief zou kunnen zijn voor het doden van walvissen.

### Winter en wolven
In de herfst van 1968 zag Paul voor het eerst wolven in de Redding, CT-middelbare school, tijdens een programma dat werd gegeven door John Harris. Harris was op tournee door het land om het bewustzijn over wolven te vergroten en probeerde het vooroordeel tegen te gaan, dat verantwoordelijk was voor de uitroeiing van deze wezens uit het wild. Terwijl hij in de ogen van de wolf keek, die na het programma achter in Harris' busje zat, werd Winter geïnspireerd om zijn stuk Wolf Eyes te schrijven. Het presenteerde de lyrische stem van de wolf en een ander zacht beeld van een wezen dat zo lang verkeerd werd begrepen en belasterd door mensen.
In 1973 ontmoette Winter op een natuurconferentie in Saint Louis (Missouri) de wolvenbioloog Fred Harrington, die hem uitnodigde naar Minnesota, waar Paul voor het eerst wolven in het wild hoorde. Halverwege de jaren 1970, in een wolvenreservaat in de bergen van Californië, huilde een gevangen wolf genaamd Ida een duet met Winters sopraansax en haar stem was te horen op het Common Ground-album, Winters eerste muzikale statement over het hele gezin van het leven en het eerste album met stemmen van bedreigde diersoorten, symbolisch voorstellend met walvissen, wolf en adelaar de rijken van zee, land en lucht. Na het Redding, CT-programma, ging Winter vaak naar John Harris en Harris en de wolven verbleven soms op de boerderij van Winter. Tijdens de Common Ground-tournee van 1978 nodigde Winter Harris uit om zijn wolf op het podium te introduceren, ook op 8 september 1978, tijdens een benefiet voor de Audubon Society in Carnegie Hall, waarna de wolf op de voorpagina van The New York Times te zien was.

### Avonturen in SoundPlay-workshops
In 1968 begon Winter met het introduceren van improvisaties in de concerten van het Consort als een manier voor de band (cello, altfluit, Engelse hoorn en sax) om vrij samen te spelen. De band zou één gratis stuk spelen met alle lichten uit bij elk concert. Dit gedeelde avontuur in het onbekende was vaak een hoogtepunt bij het publiek. Nadat het Consort in 1971 was gevraagd om een residentie van masterclasses te geven aan de Hartt School of Music, begon Winter een proces te ontwikkelen om de unieke muziek in elke persoon te ontsluiten door veilige, leuke contexten te creëren voor gratis samenspel. Hij noemt zijn workshops Adventures in SoundPlay. Geen verkeerde noten, geen aanbidding van virtuositeit, het oplossen van angsten, al deze dingen dienden om nieuwe wegen te openen. Winter heeft ongeveer 300 van deze sessies gehouden op muziekscholen, universiteiten en in centra zoals Esalen, Kripalu, Rowe en Omega.

### Onderscheidingen
Winter heeft een Global 500 Award ontvangen van de Verenigde Naties, de Joseph Wood Krutch Medal van de United States Humane Society, de Peace Abbey's Courage of Conscience Award, de Spirit of the City Award, uitgereikt in de kathedraal van St.John the Divine in New York, en een eredoctoraat in de muziek van de Universiteit van Hartford.

## Discografie
Columbia Records
- 1962: Jazz Meets the Bossa Nova
- 1964: The Sound of Ipanema
- 1965: Rio

A&M Records
- 1978: Common Ground

Living Music
- 1980: Callings
- 1982: Missa Gaia/Earth Mass
- 1983: Sun Singer
- 1985: Canyon
- 1986: Wintersong
- 1987: Whales Alive
- 1987: Earthbeat
- 1990: Earth: Voices of a Planet
- 1993: Solstice Live!
- 1994: Prayer for the Wild Things
- 1997: Canyon Lullaby
- 1998: Brazilian Days
- 1999: Celtic Solstice
- 2000: Journey with the Sun

### Paul Winter Consort
A&M Records
- 1998: The Winter Consort
- 1969: Something in the Wind
- 1970: Road
- 1977: Earthdance

Epic Records
- 1972: Icarus

Living Music
- 1985: Concert for the Earth
- 1989: Wolf Eyes (compilatie)
- 1990: The Man Who Planted Trees
- 1991: Turtle Island
- 1993: Spanish Angel
- 1998: Anthems (compilatie)
- 2005: Silver Solstice
- 2007: Crestone
- 2010: Miho: Journey to the Mountain
- 2011: Earth Music

### Paul Winter Sextet
Columbia Records
- 1961: The Paul Winter Sextet
- 1962: Jazz Meets the Bossa Nova
- 1963: Jazz Premiere: Washington
- 1963: New Jazz on Campus
- 1963: Jazz Meets the Folk Song

- Bibliothèque nationale de France: cb165405002 (data)
- CiNii: DA11764630
- Gemeinsame Normdatei: 135098319
- International Standard Name Identifier: 0000 0000 8142 6302
- Library of Congress Control Number: n91027270
- MusicBrainz: b5919160-3857-45a4-968c-d98859ed9411
- Nationale Bibliotheek van Israël: 987007270026005171
- Nederlandse Thesaurus van Auteursnamen: 074918435
- Réseau des bibliothèques de Suisse occidentale: 02-A012505791
- Virtual International Authority File: 63182193
- WorldCat: E39PBJbH3wBWbJTTvWHhk3Y9Dq